# Christiane F.
Christiane F. , właśc. Christiane Vera Felscherinow (ur. 20 maja 1962 w Hamburgu) – główna bohaterka biograficznej książki My, dzieci z dworca Zoo oraz filmu pod tym samym tytułem, które opisują jej zmaganie z różnymi formami uzależnienia narkotykowego w wieku nastoletnim.
Od czasu wydania książki była z przerwami piosenkarką. Wydała kilka singli z pogranicza rocka awangardowego, rocka eksperymentalnego, muzyki elektronicznej, elektro, popu, synth popu, post-punku, Neue Deutsche Welle, synth funku. Jest też autorką książki Życie mimo wszystko.
Kiedy była dzieckiem, jej rodzina przeprowadziła się do Berlina Zachodniego do Gropiusstadt, w sąsiedztwie Neukölln, dzielnicy zbudowanej głównie z wysokich betonowych bloków mieszkalnych, gdzie powszechne były problemy społeczne. Rodzice rozwiedli się. Kiedy miała 12 lat, zaczęła palić haszysz z grupą nieco starszych przyjaciół z miejscowego klubu młodzieżowego. Stopniowo zaczynali eksperymentować z silniejszymi narkotykami, takimi jak valium, a nawet heroina. Kiedy miała 14 lat, podobnie jak jej najbliżsi przyjaciele, zaczęła uprawiać prostytucję, czekając na klientów głównie w okolicach Dworca Zoo.

## Książka
Dwóch dziennikarzy magazynu Stern, Kai Herrmann i Horst Rieck, poznali Christiane w 1978 w Berlinie, kiedy była świadkiem w procesie przeciwko mężczyźnie, który wykorzystywał dziewczynki (głównie 13-14-letnie), płacąc działkami heroiny w zamian za seks. Ich celem było ukazanie problemu narkotyków wśród kilkunastoletniej berlińskiej młodzieży, który był wówczas poważny, lecz jednocześnie otoczony milczeniem. Zaplanowali dwugodzinny wywiad z Christiane. Czas ten rozciągnął się na 2 miesiące, podczas których Christiane dogłębnie opowiedziała o życiu uwarunkowanym przez narkotyki i prostytucję, które było udziałem jej i innych rówieśników w Berlinie Zachodnim w latach 70. Następnie dziennikarze opublikowali serię artykułów w Sternie w oparciu o zarejestrowany na taśmie materiał.
Ponieważ materiał był obszerny, wydawnictwo Stern zdecydowało o wydaniu go w formie książkowej pt. Christiane F. – Wir Kinder vom Bahnhof Zoo w 1979. Tekst dokumentuje wydarzenia od 1975 do 1978, kiedy Christiane miała 12–15 lat. Tekst ma postać narracji pierwszoosobowej, z punktu widzenia Christiane, jednak napisany został przez dziennikarzy występujących w funkcji ghostwriterów. Inne osoby, takie jak matka Christiane oraz naoczni świadkowie nasilającej się fali narkomanii w Berlinie w tamtym czasie, również mają swoje miejsce w opowieści. Są to przyjaciele Christiane i inni uzależnieni. Równolegle opisywane są sceny w typowych miejscach narkotykowego świata Berlina.

## Film
W 1981 na podstawie książki powstał film My, dzieci z dworca Zoo w reżyserii Uli Edela (produkcja Bernd Eichinger, Hans Weth). Niemiecki tytuł brzmiał Wir Kinder vom Bahnhof Zoo, natomiast w krajach anglojęzycznych został skrócony do Christiane F.. Christiane nie wystąpiła w filmie, natomiast była konsultantką. Część zdjęć została zrealizowana w tych samych miejscach, które stanowią istotną część scenerii wydarzeń przedstawionych w książce (dzielnice Berlina takie jak Gropiusstadt, Bahnhof Zoo). David Bowie, ulubiony wokalista Christiane należący do czasu opowieści, pojawia się w filmie z prawdziwym występem. Bowie dostarczył filmowi oryginalnej muzyki, wydanej w 1981 w postaci albumu pt. Christiane F.

## Po publikacji książki
Po pierwszych sukcesach książki oraz filmu Christiane stała się sławna, zarówno w Niemczech, jak i w innych krajach Europy Zachodniej. Jej styl ubierania się był naśladowany przez młode kilkunastoletnie Niemki, zaś Dworzec Zoo stał się turystycznie atrakcyjnym miejscem.
Specjaliści do spraw narkomanii u młodzieży żywili wiele obaw, że pomimo ponurości i beznadziejności dominującej w filmie pełnym realistycznych, nieszczędzących szczegółów scen przedstawiających głód heroinowy, nieświadoma, narażona na kontakt z narkotykami młodzież uznała Christiane za postać kultową i modelową postać świata heroiny. Książka sprzedawała się tak dobrze (została przetłumaczona na wiele zachodnioeuropejskich języków), że honoraria zapewniły Christiane utrzymanie.
We wczesnych latach 80. Christiane nagrała kilka płyt we współpracy ze swoim przyjacielem i partnerem Alexandrem Hacke. Z nim także, w 1983 wystąpiła w niemieckim filmie Decoder. Od wczesnego dzieciństwa jest osobą kochającą zwierzęta oraz lubi jeździć konno.
Mieszkała w USA i w Grecji, w 1993 wróciła do Niemiec. W dalszym ciągu zmagała się z nałogiem narkotykowym, jednak w 1994 przeszła na program metadonowy. Powracała później do leczenia, kiedy było to konieczne. Mieszkała ze swoim synem (urodzonym w 1996) w Potsdam-Mittelmark, a następnie przeprowadziła się z nim do Amsterdamu, gdzie ponownie wpadła w nałóg. Podczas wizyty w Berlinie w sierpniu 2008 decyzją władz straciła prawo do opieki nad dzieckiem.

## Dyskografia
- „Wunderbar” (1982)
- „Gesundheit!” (12"), Posh Boy (1982)
- „Christiana – Final Church” (Maxi-single, 1982)
- „Wunderbar / Health Dub” (12"), Playhouse (2003)

## Wydania polskie
- My, dzieci z dworca Zoo, Wydawnictwo Iskry, kolejne wydania z lat 1987, 1990, 1997, 1998;
- Życie mimo wszystko, Wydawnictwo Iskry 2014.